# Гіпотеза божественного походження мови
Гіпотеза божественного походження мови — вчення про походження мови, яке стверджує, що мова виникла за допомогою божественного або космічного  втручання.

## Загальна характеристика
Чимало видатних вчених різних часів зверталися до біблійного пояснення походження мови. Григорій Нісський писав: «Бог дав людині дар мови, але не відкрив їй назви предметів». До беззаперечного божественного втручання схилявся й Вільгельм Гумбольдт, який писав: «мова — не тільки зовнішній засіб спілкування людей у суспільстві, вона закладена в природі самих людей і необхідна для розвитку їх духовних сил та формування світогляду». 
Окрім цього, гіпотезу про божественне походження мови підтверджує і пояснює теорія моногенезу мов, до якої останнім часом схиляється більшість сучасних мовознавців.

## Критика
Американський мовознавець Едвард Сепір вважав, що ця теорія не становить справжнього інтересу для лінгвістичної науки. А французький мовознавець Жозеф Вандрієс заявив, що «проблема походження мови (в тому числі й ця теорія) лежить поза компетенцією мовознавства».

## Інтернет-джерела
- Теорії постання мов [Архівовано 30 травня 2013 у Wayback Machine.]